# Antipaluria marginata
Antipaluria marginata is een insectensoort uit de familie Clothodidae, die tot de orde webspinners (Embioptera) behoort. De soort komt voor in Colombia.
Antipaluria marginata is voor het eerst wetenschappelijk beschreven door Edward S. Ross in 1987. Het holotype werd gevangen nabij Villavicencio.